# رائول مونوز
رائول مونوز (انگلیسی: Raúl Muñoz؛ زادهٔ ۲۵ مهٔ ۱۹۷۵) بازیکن سابق فوتبال اهل شیلی است که در پست دفاع چپ بازی می‌کرد.
وی همچنین در تیم ملی فوتبال شیلی بازی کرده‌است.